# Exportation
L'exportation est l'action de vendre à l'étranger une partie de la production de biens ou de services d'un ensemble économique, pays ou région.
C'est un terme miroir de celui d'importation, étant donné qu'une vente du pays X au pays Y est la même opération qu'un achat du pays Y au pays X.

## Importance économique

Les dix principaux pays pour le commerce international

Cette activité économique et commerciale est considérée comme très importante. C'est en particulier un moyen crucial pour acquérir des devises, lesquelles sont pour un pays des moyens d'intervention économique et financière sur les marchés extérieurs (par exemple pour s'équiper ou pour obtenir des produits de base).
Par ailleurs, les exportations permettent de stimuler une économie en valorisant le travail d'un pays auprès des autres et en assurant la pérennité de ses entreprises qui, dans le cadre de la mondialisation, est fortement liée à leurs positions sur le marché mondial (part de marché au niveau mondial).
Pour des raisons techniques, il est temporairement impossible d'afficher le graphique qui aurait dû être présenté ici.

### Compétitivité française
La part de marché mondiale des exportations françaises était de 4,7 % en 2000. En 2012, est-elle est tombée à 3,1 %. La part relative des exportations françaises dans le PIB était de 27 % en 2011. La France contribue à 65 % du marché exportateur dans l'Union Européenne (UE).

## Produits exportés
En 2016, les produits exportés se répartissent comme suit :
- 13 % produits pétroliers et miniers
- 12 % produits chimiques
- 11 % équipements bureautique et télécoms
- 10 % produits agricoles
- 9 % produits automobile
- 5 % vêtements et textiles
- 34 % autres produits manufacturés
- 4 % autres produits non manufacturés[3].

## Propositions pour mieux exporter
- Si vous ne connaissez pas le sujet, laissez ce bandeau (vous pouvez alors contacter les auteurs).
- Si vous supprimez le contenu mis en cause (vous pouvez préalablement contacter les auteurs),

argumentez précisément cette suppression dans la page de discussion
(un manque de référence n'est pas un argument ; une recherche réelle de référence doit avoir été effectuée, être formellement documentée).
Ces séries de propositions sont du domaine des États, elles résultent de l'expérience de professionnels de l'exportation. L'ensemble de ces dispositifs constitue une politique de support à l'exportation.
- Sociétés de commerce international :
  - Favoriser le développement des sociétés de commerce international, tout d'abord en reconnaissant leur rôle éminent.
  - Favoriser des partenariats entre différents groupes industriels et financiers pour favoriser la création de groupes de commerce puissants et efficaces.

- Négociations internationales :
  - Utiliser le réseau des postes d'expansion économique.
  - Limiter dans les négociations internationales les contre-achats et les compensations surtout avec les pays avec lesquels existe une balance commerciale déficitaire.
  - Limiter les importations de masse des matières premières (pétrole, charbon, minerais, pâte à papier, etc.) en développant le recyclage.
  - Favoriser le développement, dans le cadre des contrats annexes, d'exportation d'innovation, de gestion, des services et de main-d'œuvre, sous forme d'assistance technique, de maintenance d'installations, de transfert de technologies et d'apprentissage.

- Recherche et traitement de l'information :
  - Structurer le réseau des postes d'expansion économique, en l'intégrant dans les réseaux d'entreprise.
  - Créer et doter de moyens importants les organismes parapublics pour la recherche d'informations sur les structures financières des concurrents étrangers : leur surface financière et leurs soutiens, leurs mécanismes de financement et d'assurance crédit.
  - Création d'une base de données commerciale accessible aux entreprises exportatrices.
  - Structurer le partage des informations collectées par les réseaux d'entreprise, à la suite de salons professionnels par exemple,
  - Organiser des voyages groupés pour plusieurs entreprises à l'étranger
  - Aider à l'implantation des compagnies d'assurances et des sociétés financières nationales dans un maximum de pays, afin qu'elles puissent être des supports efficaces aux exportateurs nationaux et leur apporter les meilleures informations et les meilleurs services.

- Formation :
  - Favoriser le développement des compétences pratiques, concrètes et industrielles des commerciaux et conseillers en poste à l'étranger, en s'appuyant sur les postes d'expansion économique
  - Favoriser la formation aux langues étrangères, aux techniques et à la culture stratégique et d'exportation des cadres d'entreprise.
  - Créer des formations de haut niveau pour former des spécialistes à l'exportation.
  - Développer les postes d'informations économiques auprès des ambassades et consulats à l'étranger, favoriser l'envoi dans ces postes de jeunes en formation de haut niveau, comme assistants, dans le cadre de stages de qualification ou de fin d'études.

- Finances et assurances :
  - Créer et développer des procédures de garantie, contre les risques pris à l'exportation, par des organismes parapublics, pour les pays où les banques et assurances refuseraient leur concours à cause des risques résiduels.
  - Assouplir les garanties aux crédits financiers.
  - Assouplir les limitations concernant la part étrangère et les commissions.
  - Permettre l'alignement des taux des financements en devises sur les taux pratiqués par le pays de la devise.
  - Multiplier les protocoles gouvernementaux à financements privilégiés pour les pays en voie de développement.
  - Développer les marchés à terme et les marchés d'options.

- Devises :
  - Assouplir le statut des antennes commerciales et les autoriser à encaisser des recettes locales pour payer leurs propres charges.
  - Favoriser leur transformation en bureaux de liaison et leur permettre de travailler en devises locales.
  - Permettre la déductibilité fiscale pour les transferts de fonds liés aux dépenses de fonctionnement des filiales.

- Implantations :
  - Favoriser le développement des représentations ou des implantations groupées d'entreprises à l'étranger.
  - Favoriser le développement des techniques du portage.
  - Favoriser le choix d'expatriation des cadres en leur assurant des avantages, sur le plan fiscal, de constitution de la retraite et des cotisations sociales, durant leur séjour à l'étranger.
  - Favoriser le développement des coentreprises avec les industriels locaux.
  - Favoriser le développement des sociétés de leasing à l'étranger pour faciliter les financement des achats de matériels d'équipement.

- Image de marque du pays :
  - Développer l'accueil et les offres de scolarité généreuses aux jeunes étrangers venant étudier.
  - Développer l'accueil et les offres de postes d'assistants dans les universités et les grandes écoles pour les jeunes étrangers.
  - Favoriser l'accueil et des offres de stages dans les entreprises nationales pour les jeunes étrangers.
  - Favoriser l'accueil des étrangers dans le cadre de leurs venues pour des missions commerciales et techniques, pour participer aux foires et aux colloques.
  - Favoriser le développement des missions envoyées, les participations aux foires et colloques à l'étranger.

- Réglementation :
  - Assouplir les lois sur le travail quand il s'agit d'un travail pour l'exportation.
  - Assouplir, simplifier et accélérer les procédures administratives liées à l'exportation.
  - Dans certains pays, l'exportation de biens est soumise à une autorisation préalable ce qui rend la démarche plus compliquée[4]

- Infrastructures :
  - Création de ports francs.
  - Amélioration du réseau routier et ferroviaire, et des dessertes portuaires et aéroportuaires.

Les tarifs peuvent créer des tensions entre les pays. Les exemples incluent le tarif de l'acier des États-Unis de 2002 et lorsque la Chine a imposé un droit de 14% sur les pièces automobiles importées. Ces tarifs donnent généralement lieu à une plainte auprès de l'Organisation mondiale du commerce (OMC). [6] Si cela échoue, le pays peut imposer son propre tarif à l'autre pays en représailles et accroître la pression en faveur de la suppression du tarif.